# Тирский тамплиер
Тирский тамплиер (фр. Templier de Tyr) — условное обозначение анонимного историка XIV века, составившего старофранцузскую хронику, известную как «Деяния киприотов» (фр. Gestes des Chiprois).

## Биография
Об анонимном авторе/составителе хроники известно лишь из её текста. Прозвище «Тамплиер из Тира» было основано на его очевидной связи с магистром тамплиеров Гильомом де Божё и его резиденцией в Тире между 1269 и 1283 гг.. Фактически, хронист вряд ли сам был рыцарем-тамплиером, иначе его арестовали-бы на Кипре в 1308 г.
Автор родился около 1255 г., и ему было не более пятнадцати лет, когда в течение 1269 г. он был пажом Маргариты Антиохийско-Лузиньянской и присутствовал на её свадьбе в Тире с Жаном де Монфором. Поскольку Маргарита была сестрой короля Кипра Гуго III, вполне вероятно, что её пажи были выходцами из кипрской знати и что «Тирский тамплиер» происходит оттуда.
Автор свободно говорил по-арабски и переводил на французский язык письма египетского султана аль-Ашрафа Халиля к Гильому де Божё.

## «Деяния киприотов»
«Деяния киприотов» были написаны примерно между 1315 и 1320 гг. на Кипре и представляют собой историю государств крестоносцев и Кипрского королевства с 1132 по 1309 г., а также отчет о суде над тамплиерами во Франции в 1314 году. Он делится на три части, последняя из которых является оригинальной авторской работой составителя, наиболее важным источником о последних годах существования Иерусалимского королевства и одним из двух свидетельств очевидцев падения Акры в 1291 г.
Деяния сохранились в единственном кипрском манускрипте (MS Torino, Biblioteca Reale, Varia 433), который был скопирован в замке Кирения в 1343 г. для главы семьи Мимаров его пленником Жаном ле Мьежем. Отсутствует начало и конец текста, сам он, вероятно, первоначально начинался с сотворения мира, но в его нынешнем виде он начинается с 1132 г. Точно так же повествование резко обрывается в середине 1309 г., но изначально продолжается немного дальше. Вероятно, оно ограничивалось 1321 г., почти наверняка не продвигалось дальше 1324 г.
Три раздела работы основаны на разных источниках:
- Первый раздел, в котором повествование восходит к 1224 г., взят из Annales de Terre Sainte,
- Второй раздел, освещающий 1223—1242 гг. и войну с ломбардцами, взята из «Истории войны между императором Фредериком и сэром Джоном Ибелинским» Филиппа Новарского, а также содержит его пять стихотворений о войне.
- Третий раздел использует Estoire d'Eracles, который автор называет Livre dou Conquest, освещает события до 1270 г., после чего составитель использует свою собственную память и устные свидетельства для описания последних лет жизни Иерусалимского королевства и последующие два десятилетия на Кипре. Хотя сохранившийся текст прерван в середине 1309 г., он содержит подробный отчет о суде над тамплиерами в 1314 г. во Франции.[3]